# Линь У
Линь У (род. февраль 1962, Миньхоу, Фуцзянь) — китайский политик, секретарь парткома КПК провинции Шаньдун.
Глава парткома КПК северной пров. Шаньси в 2021—2022 гг. (а также председатель её ПК СНП), прежде с 2019 года её губернатор. Доктор инженерии. Депутат ВСНП 10-11 и 13 созывов.
По национальности ханец, уроженец Миньхоу. Трудовую деятельность начал в августе 1982 года. Член КПК с января 1987 года. С 1978 по 1982 год изучал производство стали на факультете металлургии Цзянсиского металлургического института (ныне Jiangxi University of Science and Technology). С 1982 по 1997 год сотрудник сталелитейных заводов № 1 и 2 в Хунани, являлся замдиректора и директором последнего. Затем там же с 1997 по 2003 год зам., управляющий, исполнительный директор и генуправляющий металлургической компании. В 2005—2008 гг. мэр Лоуди, в 2008—2011 гг. глава горкома КПК. С 2011 по 2015 г. 1-й замзаворготделом Хунаньского провинциального комитета КПК. В 2016—2017 гг. заворготделом Гиринского провинциального комитета КПК. В 2017—2018 гг. вице-губернатор пров. Гирин, с 2018 г. — пров. Шаньси, с 2019 г. губернатор последней.
Делегат XIX съезда КПК.
С мая 2021 года глава парткома КПК пров. Шаньси, а с июня того же года также председатель её ПК СНП.
29 декабря 2022 года решением Центрального комитета Компартии Китая назначен на высшую региональную позицию секретарём (главой) парткома КПК провинции Шаньси.